# 第十一届澳门国际电影节
第十一届澳门国际电影节（英語：11th Macau International Movie Festival）2019年12月21日在澳门开幕，《中国机长》是本届电影节最大赢家。

## 提名和得奖
| 最佳影片 - 《流浪地球》 – 郭帆 - 《疯狂的外星人》 – 宁浩 - 《红星照耀中国》 – 王冀邢 - 《银河补习班》 – 邓超、俞白眉 - 《廉政风云·烟幕》 – 麦兆辉 - 《烈火英雄》 – 陈国辉 - 《老师·好》 – 张栾 - 《澳门第一个十月》 – 鑫艺儒 - 《叶问4》 – 叶伟信 | 最佳导演 - 麦兆辉 – 《廉政风云·烟幕》 - 刘伟强 – 《中国机长》 - 郭帆 – 《流浪地球》 - 宁浩 – 《疯狂的外星人》                    |
| 最佳男主角 - 于谦 – 《老师·好》 - 吴京 – 《流浪地球》 - 邓超 – 《银河补习班》 - 张涵予 – 《中国机长》 - 古天乐 – 《反贪风暴4》 - 范伟 – 《长安道》 - 沈腾 – 《疯狂的外星人》 - 王大陆 – 《小小的愿望》                                            | 最佳女主角 - 蔡卓妍 – 《非分熟女》 - 柳岩 – 《受益人》 - 焦俊艳 – 《长安道》 - 马伊琍 – 《未择之路》 - 任素汐 – 《银河补习班》   |
| 最佳男配角 - 张兆辉 – 《催眠·裁决》 - 李雪健 – 《红星照耀中国》 - 欧豪 – 《铤而走险》 - 杜江 – 《烈火英雄》 - 吴孟达 – 《流浪地球》 | 最佳女配角 - 陈数 – 《长安道》 - 林嘉欣 – 《廉政风云·烟幕》 - 袁泉 – 《中国机长》 - 杨紫 – 《烈火英雄》 - 周秀娜 – 《反贪风暴4》 |
| 最佳编剧 - 《西河恋歌》 – 庐野、赵亚东、周思言 - 《老师·好》 – 张栾、徐伟 - 《鳄口逃生》 – - 《中国机长》 – 于勇敢 - 《灰猴》 – 张璞 | 最佳摄影 - 无 - 《宽男窄女》 – 刘冬 - 《音乐家》 – 卢宏义 - 《灰猴》 – 梁伟 - 《香港大营救》 – 王宏亮                            |
| 最佳新人 - 陈飞宇 –《最好的我们》 | 最佳制片人奖 - 靖军 –《守望人》                                                                                                  |
| 优秀影片奖 - 刘伟强 –《中国机长》 | 评委会大奖 - 《澳门第一个十月》 – 鑫艺儒 - 《一切如你》 – 黄宏                                                                   |
| 网络电影最佳男主角奖 - 杜奕衡 – 《狄仁杰之蚩尤血藤》 | |